# Issoumaïla Dao
Issoumaïla Dao est un footballeur ivoirien, né le 27 octobre 1983 à Abidjan (Côte d'Ivoire) ayant joué arrière central ou arrière droit. Il est le frère d'Hassan Lingani.

## Biographie
Dao commence le football dans son pays natal avant de partir en 1998, à 15 ans, pour la France où un essai d'un mois lui est proposé par Lille. Cet essai se révèle infructueux et les dirigeants lillois abandonnent Dao devant le Stade de France, avec 50 francs comme seul récompense. Ils lui assurent que quelqu'un viendra le chercher pour le ramener à Abidjan. 
Mais personne ne vient. Après plusieurs nuits dehors, il trouve une place dans un squat de Montreuil et commence à travailler « au noir » dans le bâtiment.
En 2000, il rejoint le club de Brétigny-sur-Orge et évolue pendant un an en « 17 ans nationaux. » Il loge alors chez le président du club, Christophe Binet, devenu depuis son père adoptif. En 2001, Toulouse le contacte au même titre qu'Auxerre et Anderlecht, mais Dao choisit le club du sud-ouest.
Il connaît alors l'épopée du club toulousain, passant du National à la Ligue 1 en deux saisons. Il n'est titulaire qu'au cours de la saison 2003-2004 (en L1), subissant de nombreuses blessures et l'arrivée d'un nouvel entraîneur, Élie Baup.
Lors de l'été 2008, alors en disgrâce à Toulouse du fait d'une longue blessure, il rejoint Bastia afin de se relancer en Ligue 2. Il ne s'impose pas comme un joueur essentiel et au bout d'une année son contrat n'est pas renouvelé. 
Il rejoint en début d'année 2011 l'US Luzenac, qui évolue en National. Après avoir disputé 40 matches avec le club ariégeois, son départ est annoncé à la fin de la saison 2011-12.
En Août 2012, il rejoint l'US Boulogne en National. Il résilie son contrat en août 2013.
Le 25 juin 2018, il est nommé entraîneur-adjoint au côté d'Alain Casanova au Toulouse FC.

## Palmarès
- Champion de France de Ligue 2 en 2003 avec le Toulouse FC

## Vie privée
Il est le père d'Elyess Dao.